# Candidati alla presidenza degli Stati Uniti d'America per partiti minori
Quanto segue, è un elenco dei candidati alla presidenza degli Stati Uniti per partiti minori o comunque con denominazione diversa dagli attuali partiti Democratico e Repubblicano.

## Lista
| Anno elezioni | Risultato | Partito                            | Candidato Presidente   | Candidato Vicepresidente    |
| ------------- | --------- | ---------------------------------- | ---------------------- | --------------------------- |
| 1800          | vittoria  | Democratico-Repubblicano           | Thomas Jefferson       | Aaron Burr                  |
| 1800          | sconfitta | Federalista                        | John Adams             | Charles Cotesworth Pinckney |
| 1840          | vittoria  | Whig                               | William Henry Harrison | John Tyler                  |
| 1900          | sconfitta | Socialdemocratico                  | Eugene Victor Debs     | Job Harriman                |
| 1904          | sconfitta | Socialista d'America               | Eugene Victor Debs     | Benjamin Hanford            |
| 1908          | sconfitta | Socialista d'America               | Eugene Victor Debs     | Benjamin Hanford            |
| 1912          | sconfitta | Socialista d'America               | Eugene Victor Debs     | Emil Seidel                 |
| 1920          | sconfitta | Socialista d'America               | Eugene Victor Debs     | Seymour Stedman             |
| 1988          | sconfitta | Libertariano                       | Ron Paul               | Andre Marroux               |
| 1988          | sconfitta | Nuova Alleanza                     | Lenora Furlani         | —                           |
| 1992          | sconfitta | Indipendente                       | Ross Perot             | James Stockdale             |
| 1992          | sconfitta | Libertariano                       | Andre Marrou           | Nancy Lord                  |
| 1992          | sconfitta | Populista                          | Bo Gritz               | Cy Minett                   |
| 1992          | sconfitta | Nuova Alleanza                     | Lenora Fulani          | Maria Elizabeth Muñoz       |
| 1992          | sconfitta | dei Contribuenti                   | Howard Phillips        | Albion Knight, Jr.          |
| 1996          | sconfitta | Riforma                            | Ross Perot             | Pat Choate                  |
| 1996          | sconfitta | Verde                              | Ralph Nader            | Winona LaDuke               |
| 1996          | sconfitta | Libertariano                       | Harry Browne           | Jo Jorgensen                |
| 1996          | sconfitta | dei Contribuenti                   | Howard Phillips        | Herb Titus                  |
| 1996          | sconfitta | della Legge Naturale               | John Hagelin           | Michael Tompkins            |
| 2000          | sconfitta | Verde                              | Ralph Nader            | Winona LaDuke               |
| 2000          | sconfitta | Riforma                            | Pat Buchanan           | Jo Jorgensen                |
| 2000          | sconfitta | Libertariano                       | Harry Browne           | Art Olivier                 |
| 2000          | sconfitta | Partito della Costituzione         | Howard Phillips        | Curtis Frazier              |
| 2000          | sconfitta | della Legge Naturale               | John Hagelin           | Nat Goldhaber               |
| 2004          | sconfitta | Riforma                            | Ralph Nader            | Peter Camejo                |
| 2004          | sconfitta | Libertariano                       | Michael Badnarik       | Richard Campagna            |
| 2004          | sconfitta | Partito della Costituzione         | Michael Peroutka       | Chuck Baldwin               |
| 2004          | sconfitta | Verde                              | David Cobb             | Patricia LaMarche           |
| 2008          | sconfitta | Verde                              | Cynthia McKinney       | Rosa Clemente               |
| 2008          | sconfitta | Libertariano                       | Bob Barr               | Wayne Allyn Root            |
| 2008          | sconfitta | Partito della Costituzione         | Chuck Baldwin          | Darrell Castle              |
| 2008          | sconfitta | Socialista                         | Brian Moore            | Stewart Alexander           |
| 2008          | sconfitta | Proibizionista                     | Gene Amondson          | Leroy Pletten               |
| 2008          | sconfitta | dei Lavoratori Socialisti          | Róger Calero           | Alyson Kennedy              |
| 2008          | sconfitta | per il Socialismo e la Liberazione | Gloria La Riva         | Eugene Puryear              |
| 2008          | sconfitta | della Riforma                      | Ted Weill              | Frank McEnulty              |
| 2008          | sconfitta | Indipendenti                       | Ralph Nader            | Matt Gonzalez               |
| 2012          | sconfitta | Partito Libertario                 | Gary Johnson           | Jim Gray                    |
| 2012          | sconfitta | Partito Verde degli Stati Uniti    | Jill Stein             | Cheri Honkala               |
| 2016          | sconfitta | Libertario                         | Gary Johnson           | William Weld                |
| 2016          | sconfitta | Green Party                        | Jill Stein             | Ajamu Baraka                |
| 2020          | sconfitta | Libertario                         | Jo Jorgensen           | Spike Cohen                 |
| 2020          | sconfitta | Green Party                        | Howie Hawkins          | Angela Walker               |